# 27332 Happritchard
27332 Happritchard è un asteroide della fascia principale. Scoperto nel 2000, presenta un'orbita caratterizzata da un semiasse maggiore pari a 2,5397262 UA e da un'eccentricità di 0,1077472, inclinata di 5,74525° rispetto all'eclittica.